# The Ringer
The Ringer är en amerikansk långfilm från 2005 i regi av Barry W. Blaustein, med Johnny Knoxville, Brian Cox, Katherine Heigl och Jed Rees i rollerna.

## Handling
Steve (Johnny Knoxville) har en skuld att betala, han och en man till kommer på en idé om hur de ska få in pengarna. Steve låtsas vara utvecklingsstörd för att kunna delta i Special Olympics. När han är där blir han förälskad i Lynn (Katherine Heigl) som tror på hans påhitt. Till slut får hon reda på att han bara låtsas.

## Rollista
| Johnny Knoxville   | – Steve Barker  |
| Brian Cox          | – Gary Barker   |
| Katherine Heigl    | – Lynn Sheridan |
| Jed Rees           | – Glen          |
| Bill Chott         | – Thomas        |
| Edward Barbanell   | – Billy         |
| Leonard Earl Howze | – Mark          |
| Geoffrey Arend     | – Winston       |
| John Taylor        | – Rudy          |
| Luis Avalos        | – Stavi         |
| Leonard Flowers    | – Jimmy         |
| Zen Gesner         | – David Patrick |
| Steve Levy         | – Steve Levy    |
| Alcides Dias       | – Michael       |
| Mike Cerrone       | – Paulie        |